# Pansarbrigaden
Pansarbrigaden (PSPR) (finska: Panssariprikaati) är en pansarbrigad inom finländska armén som verkat i olika former sedan 1942. Förbandsledningen är förlagd i Parolanummi garnison, Parolannummi i Hattula.

## Historik
Från och med den 1 januari 2015 ingår Signalregementet som en del i Pansarbrigaden. Detta på grund av den omorganisation som Försvarsmakten genomförde under åren 2012–2015.

## Verksamhet
Pansarbrigaden utbildar årligen ungefär 2 600 beväringar och 3 000 reservister. Antalet anställda uppgår till ungefär 650. Den krigstida pansarbrigaden har en styrka på omkring 5 700 män och är beväpnade med stridsvagnen Leopard 2 A4, pansarbandvagnen BMP-2, pansarhaubitsen 122 PsH 74 samt numera även K9 Thunder 155 mm och norsk/amerikanska luftvärnsrobotsystemet NASAMS.

## Ingående enheter
Pansarbrigaden består av fem olika utbildningsförband.
- Tavastlands pansarbataljon, bildades 2003 genom att Tavastlands Jägarbataljon och Stridsvagnsbataljon sammanslogs till en enhet. Bataljonen står för de slagkraftigaste förbanden i Finland.
- Jägarartilleriregementet, ansvarar för brigadens indirekta stridsledningssystem.
- Helsingfors luftvärnsregemente, ansvarar för luftskydd i Västra försvarsområdet oavsett vapengren.
- Parola underhållsbataljon, ansvarar för utbildning av bland annat militärpoliser.
- Centret för elektronisk krigföring, utbildar beväringar för olika uppgifter inom krigstida regionala ledningssystemenheter, elektronisk krigföring samt underhålls- och transportuppgifter.
- Pansarskolan, utbildar och förser pansartrupper och mekaniserade trupper med personal.

## Förläggningar och övningsplatser
Pansarbrigaden är grupperad till Parolanummi garnison, där den huvudsakliga verksamheten bedrivs. I samband med att Signalregementet 2015 blev en del av brigaden, så har brigaden även verksamhet i Riihimäki garnison. Pansarbrigaden övar både på Parolannumme övningsfält och vid Hätilä skjutfält i Tavastehus. Andra övningsområden inom brigaden omfattar till exmepel Lohtaja, Niinisalo, Rovajärvi, Hälvälä och Padasjoki.

## Förbandschefer
Förbandschefen tituleras brigadschef och har oftast tjänstegraden överste.

- 1942–1944: Överste Sven Björkman
- 1944–1946: Generalmajor Antero Svensson
- 1946–1949: Generalmajor Kaarlo Aleksanteri Heiskanen
- 1949–1955: Generalmajor Kai Savonjousi
- 1955–1959: Generalmajor Arvi Kurenmaa
- 1959–1960: Generalmajor Tauno Kopra
- 1960–1961: Generalmajor Lauri Sotisaari
- 1961–1965: Generalmajor Olli Korhonen
- 1965–1966: Generalmajor Kaarlo Leinonen
- 1966–1966: Generalmajor Matti Hannila
- 1966–1967: Överste Olavi Liukkonen
- 1967–1969: Överste Unto Matikainen
- 1969–1976: Överste Kalevi Sarva
- 1976–1979: Överste Olli Tikka
- 1979–1983: Överste Matti Aaltonen
- 1983–1987: Överste Kalevi Tarvainen
- 1987–1990: Överste Lasse Wächter
- 1990–1993: Överste Antero Leirimaa
- 1993–1996: Överste Kari Kokkonen
- 1996–1999: Överste Esko Janatuinen
- 1999–2000: Brigadgeneral Ari Puheloinen
- 2000–2002: Överste Timo Suutarinen
- 2002–2004: Överste Kyösti Halonen
- 2005–2007: Överste Ilkka Pitkänen
- 2007–2011: Överste Keijo Suominen
- 2011–2013: Brigadgeneral Pekka Toveri
- 2014–2017: Överste Pekka Järvi
- 2017–2019: Överste Kari Nisula
- 2019–2021: Överste Tero Ylitalo
- 2021–20xx: Överste Rainer Kuosmanen

## Namn, beteckning och förläggningsort
| Pansarbrigaden | 1942-??-?? | – |  |

| PSPR | 1942-??-?? | – |  |

| Parolanummi garnison (F) | 1942-??-?? | – |  |
| Riihimäki garnison (D)   | 2015-01-01 | – |  |